# میخایل خریوکین
میخایل خریوکین (به انگلیسی: Mikhail Khryukin) (زادهٔ ۱۹۵۵) شناگر اهل شوروی است.